# Estado Nacional Europeo
Estado Nacional Europeo (N) és un partit polític de caràcter neonazi que aspira a establir un règim nacionalsocialista a Europa concebuda com una única nació. El partit és fundat el gener de 1995 per Luis Antonio García Rodríguez, antic membre del grup nazi CEDADE a l'Hospitalet de Llobregat i al març de 1996 es presenta per primera vegada a unes eleccions a les Eleccions Generals per la província de Barcelona, on obté 495 vots (0,02% del total).
Després de la contesa electoral, comencen una etapa de promoció del partit i dels ideals, encara que se centren a la província de Barcelona. El 1999 comencen a publicar la revista bimensual Intemperie, distribuïda a tots els seus afiliats, en la que es defensa la xenofòbia i el genocidi, i arriba a tenir una tirada de 500 exemplars.
El març del 2000 el partit torna a presentar-se a les Eleccions Generals per la província de Barcelona, i obté aquesta vegada 710 vots (0,03% del total), 215 vots més que en les anteriors eleccions. No és fins a les eleccions generals espanyoles de 2004, on tan solament obtenen 410 vots (0,01%) quan el partit decideix no presentar-se temporalment més a les eleccions, encara que es continua amb la revista Intemperie i amb el moviment social generat pel grup.

## Il·legalització d'Intemperie
El 2005 finalitza una investigació duta a terme per un comando dels mossos d'esquadra on s'arriba a la conclusió que la revista, així com els seus partícips i col·laboradors difonen idees racistes, fomenten l'odi cap als immigrants i exalten règims totalitaris com l'Espanya franquista o l'Alemanya nazi, així com apologia del genocidi. L'octubre de 2005 foren detinguts sis militants a l'Hospitalet de Llobregat, Mollet del Vallès i Mataró, entre ells Diego Luis Baño, membre de la candidatura municipal del PP a Mollet del Vallès, i el secretari general Luis Antonio García Rodríguez, antic membre del grup Guardia de Franco i de CEDADE, acusats d'un delicte d'apologia del genocidi en ser responsables de la revista Intemperie. A més, la policia de Catalunya també els acusa del delicte de vulneració de l'exercici dels drets fonamentals i de les llibertats públiques.
Després de 7 anys, el 2011, la resolució judicial obliga a tancar la pàgina web del grup així com la revista (temporalment paralitzada per les investigacions, encara que no tancada fins ara) per ridiculitzar, trivialitzar i amb això justificar els fets ocorreguts en l'Holocaust nazi durant la II Guerra Mundial, i condemna a quatre anys i mig de presó al seu secretari general, Luis Antonio García Rodríguez. Sis detinguts més foren condemnats a una multa de fins a 7.600 € per difondre i incitar a l'odi racial. La fiscalia demanà la il·legalització del partit, encara que no s'ha celebrat cap altre judici.